# Hesslerhof

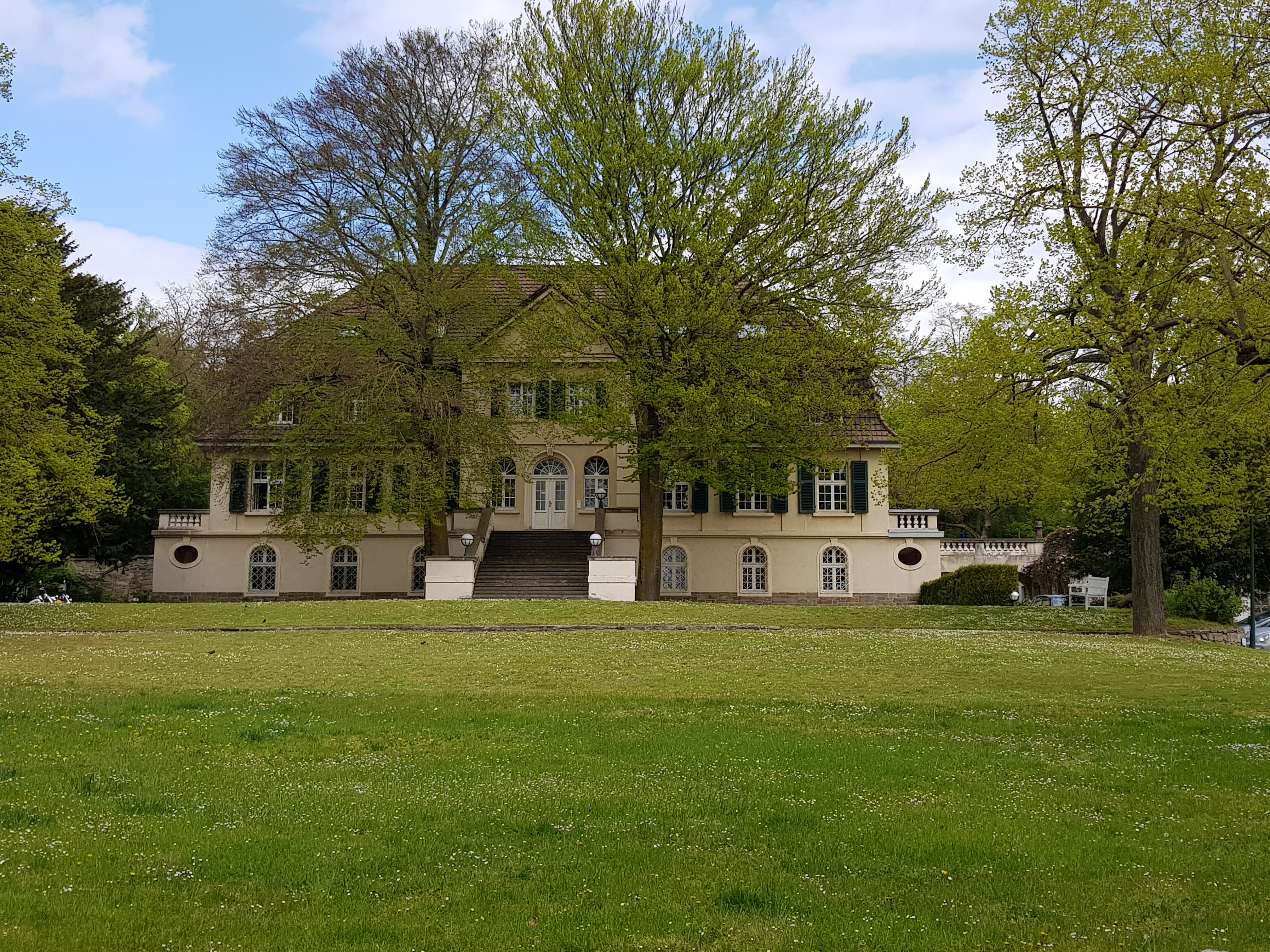
Herrenhaus des Hesslerhofs, 2021

Der Hesslerhof oder Hessler Hof ist ein denkmalgeschützter vierseitiger Gutshof mit Herrenhaus im Wiesbadener Ortsbezirk Mainz-Amöneburg.

## Lage

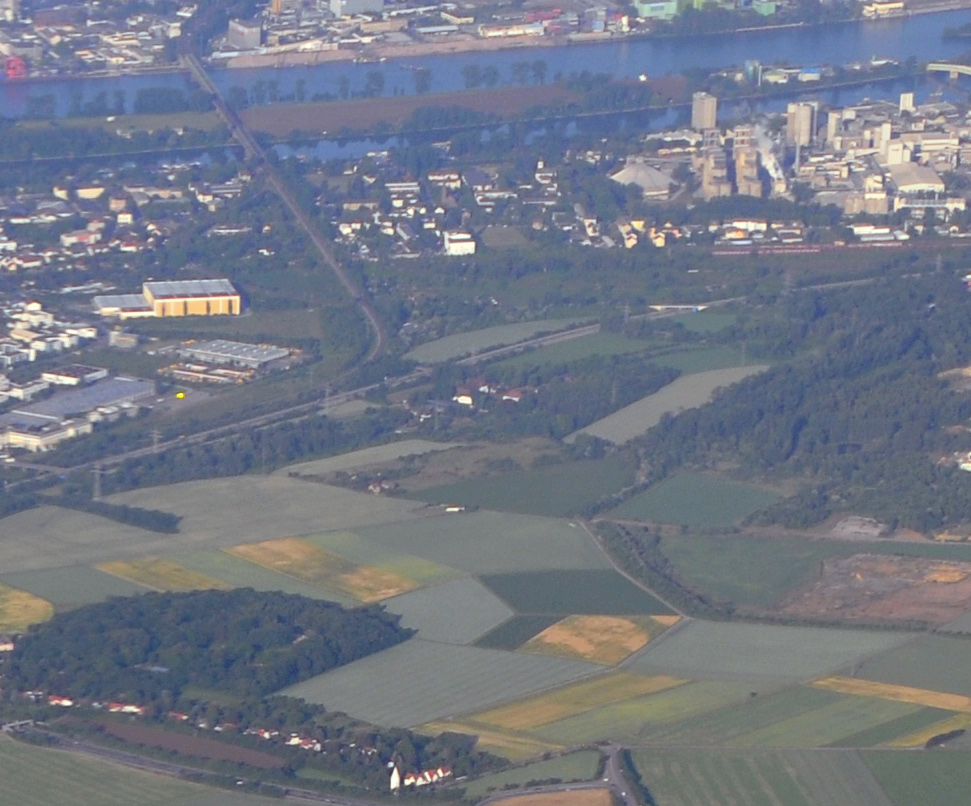
Blick von Nordosten mit Hesslerhof in Bildmitte, links oberhalb davon das Briefverteilzentrum der Deutschen Post und das gelbe Verteilzentrum von Henkell in Mainz-Kastel, oben im Bild der Rhein mit der Nordbrücke, rechts das Zementwerk von Dyckerhoff, unten das bewaldete Gelände von Fort Biehler und der weiße Turm der Erbenheimer Warte

Der Hof liegt nordöstlich von Mainz-Amöneburg, nördlich von Mainz-Kastel, südöstlich der Deponie Dyckerhoffbruch und südwestlich von Fort Biehler. Südlich des Hofs verlaufen die Bundesautobahn 671 und die Umgehungsbahn Mainz, dahinter befindet sich ein Gewerbegebiet. Östlich des Hesslerhofs liegt das Außengelände des Cyperusvereins für Aquarien-, Terrarienkunde und Naturschutz, das in den 1920er-Jahren mit Unterstützung der den Hof bewohnenden Familie Dyckerhoff angelegt wurde, und der daraus entstandene Tierpark Mainz-Kastel.

## Geschichte
Der Hof wurde in den Jahren 1922–1923 nach den Plänen des Architekten Paul Korff von der Bauunternehmung Dyckerhoff & Widmann AG für die Zementfabrik Dyckerhoff & Söhne erbaut. Von 1939 bis 1945 setzte der Dyckerhoff-Konzern im Zementwerk und am Hesslerhof etwa 200 Zwangsarbeiter und „Ostarbeiter“ aus besetzten Gebieten ein. Bis in die 1950er-Jahre gehörte der Hof dem Unternehmen Dyckerhoff. Der Hof dient heute als Wohnanlage „Hofgut Hesslerhof“, es wird keine Landwirtschaft mehr betrieben. Auf dem Gelände befindet sich ein Reitstall mit einem Reitplatz im Innenhof. Im Frühjahr 2020 wurden in der Nähe des Hofs Fundamente eines römischen Aquädukts entdeckt.
Der Vierseithof, das Herrenhaus sowie Nutzgarten und ein Waldstück sind nach dem Hessischen Denkmalschutzgesetz aus geschichtlichen und künstlerischen Gründen als Kulturdenkmal geschützt.

## Bauwerke
Die Anlage versucht, mittels symmetrischer Anordnung und Axialität monumentale Wirkung zu erzielen. Das Herrenhaus liegt an höchster Stelle des Geländes mit Blick über die Ingelheimer Rheinebene westlich des eigentlichen Hofs. Die Wohn- und Wirtschaftsgebäude mit ihren hohen Mansarddächern und schlichten neobarocken Formen setzen das Werk des Architekten vor dem Ersten Weltkrieg fort. Bei dem Hof in fränkischer Bauweise sind die Wirtschaftsgebäude U-förmig um den Hof gruppiert, auch die vierte Seite ist, abgesehen von einer Einfahrt, geschlossen. Für den Bau wurde vor allem Eisenbeton verwendet.
Die Toreinfahrt befindet sich zentral in der Westseite des Hofs, damit dieser von den hier vorherrschenden westlichen Winden gut durchlüftet werden kann. Im Uhrzeigersinn beschrieben waren nördlich der Einfahrt Spritzenhaus, offene Wagenschuppen und ein Raum für den Milchwagen geplant. In der nordwestlichen Ecke wurden Waschküche, Backstube, Brausebäder, Kannenspüle, Molkerei, Kühlanlage, Heißwasser- und Dampfanlage sowie ein kleiner Lichthof untergebracht. In der nördlichen Seite des Hofs befanden sich Geflügelhaus und -hof und eine große Scheune mit einer befahrbaren Tenne. Die nordöstliche Ecke beherbergte Schweinemast, Schweinefutterküche, Kartoffellagerräume, Kornsilos und Dreschturm, sowie die Wohnung des Schweinemeisters und des Hofverwalters. Die östliche Seite enthielt Schweineaufzucht, Viehhausfutterdiele, Schweinehof, Futteräume, Rübensilos und Hochfahrttenne, Grünfuttersilos, Milchkühlräume sowie den Rindviehstall. In der südöstlichen Ecke befanden sich die Wohnung des Schweizers sowie Ochsen- und Füllenstall. Dort endet auch die Rampe, um die Tenne zu befahren. In der südlichen Seite des Hofs waren der Pferdestall mit 24 bis 26 Pferden, die Knechte- und Geschirrkammer, Krankenstall und Gästestall sowie die Wagenremise untergebracht. Außerdem war Platz für „10 fremde Mädchen, darüber 20 fremde Arbeiter“. Für die südwestliche Ecke war ein Maschinenschuppen als weitgespannte Halle ohne Stützen sowie der Düngerschuppen geplant. Nach Schmiede, offenen Wagenschuppen sowie ein Waagehaus war wieder die Toreinfahrt erreicht. Der Hof fällt von Norden nach Süden ab, die Stalldecken sind aber in konstanter Höhe. Daraus ergaben sich niedrige Schweineställe und höhere für Rinder und Pferde. In der Mitte des Hofs befand sich ein Ententeich als Pferdeschwemme, das Aborthaus sowie die Düngerstätte, später wurde dort ein Reitplatz gebaut.

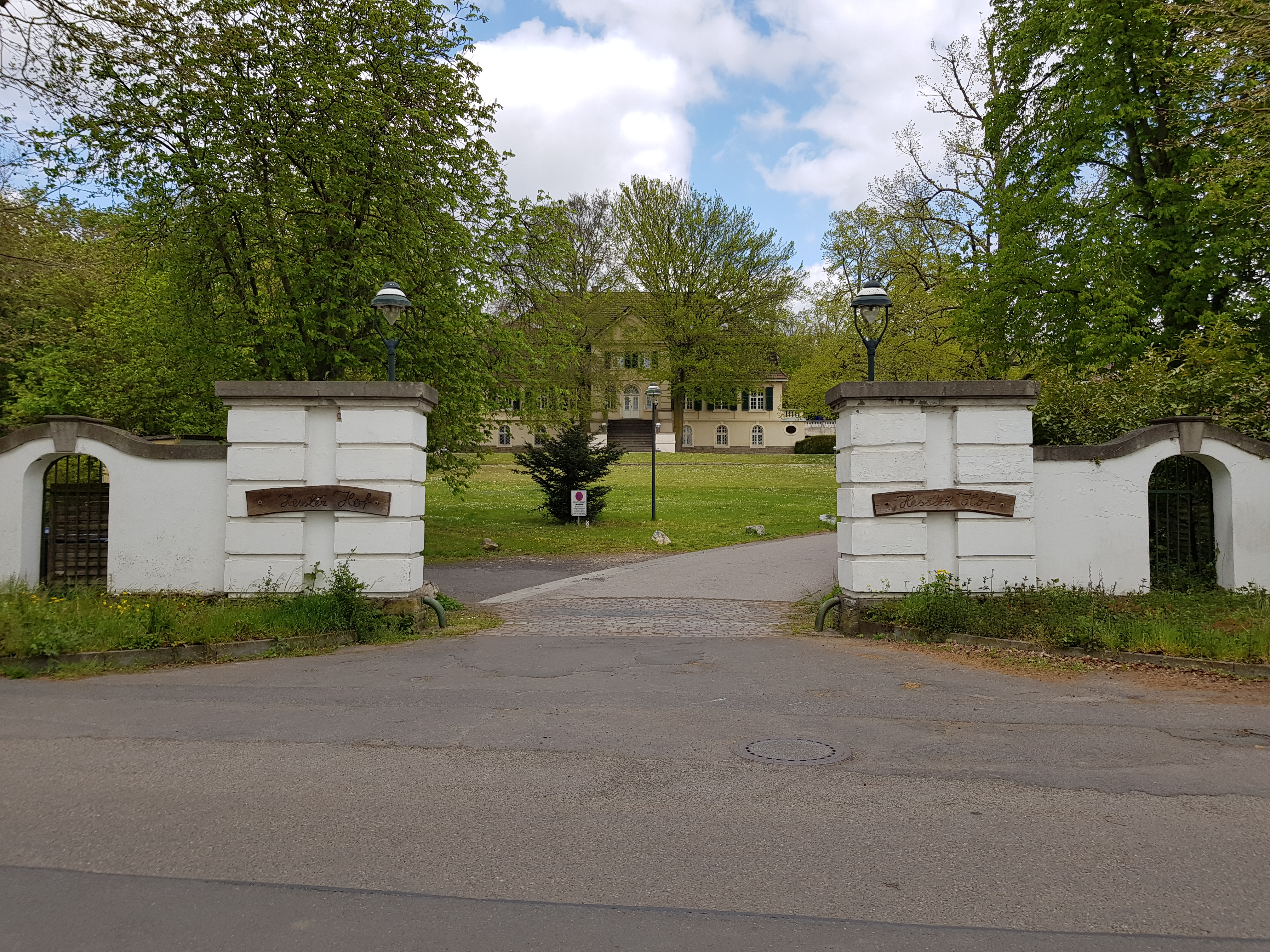
Einfahrt zum Hesslerhof vom Unteren Zwerchweg
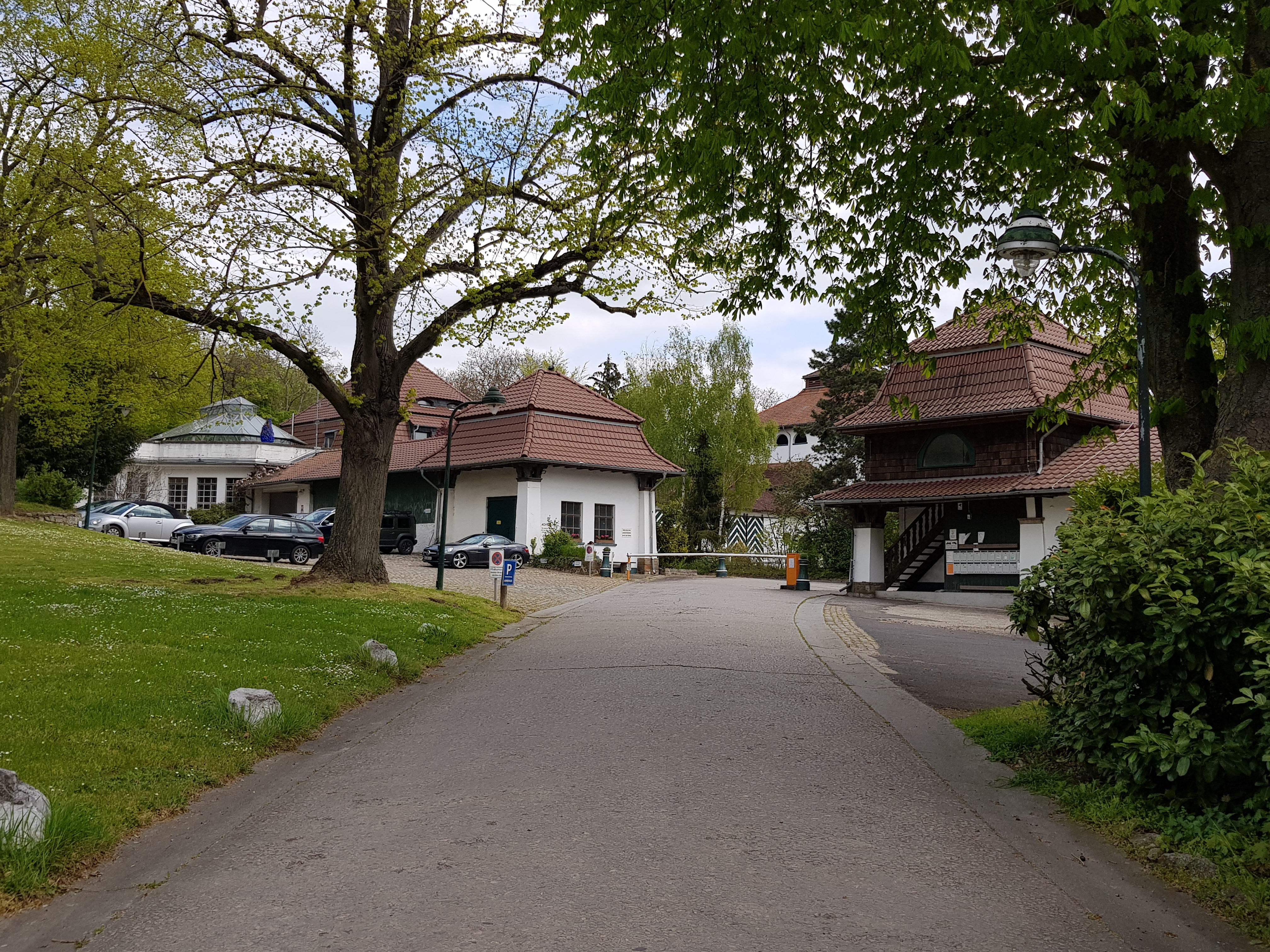
Auffahrt zum Hof
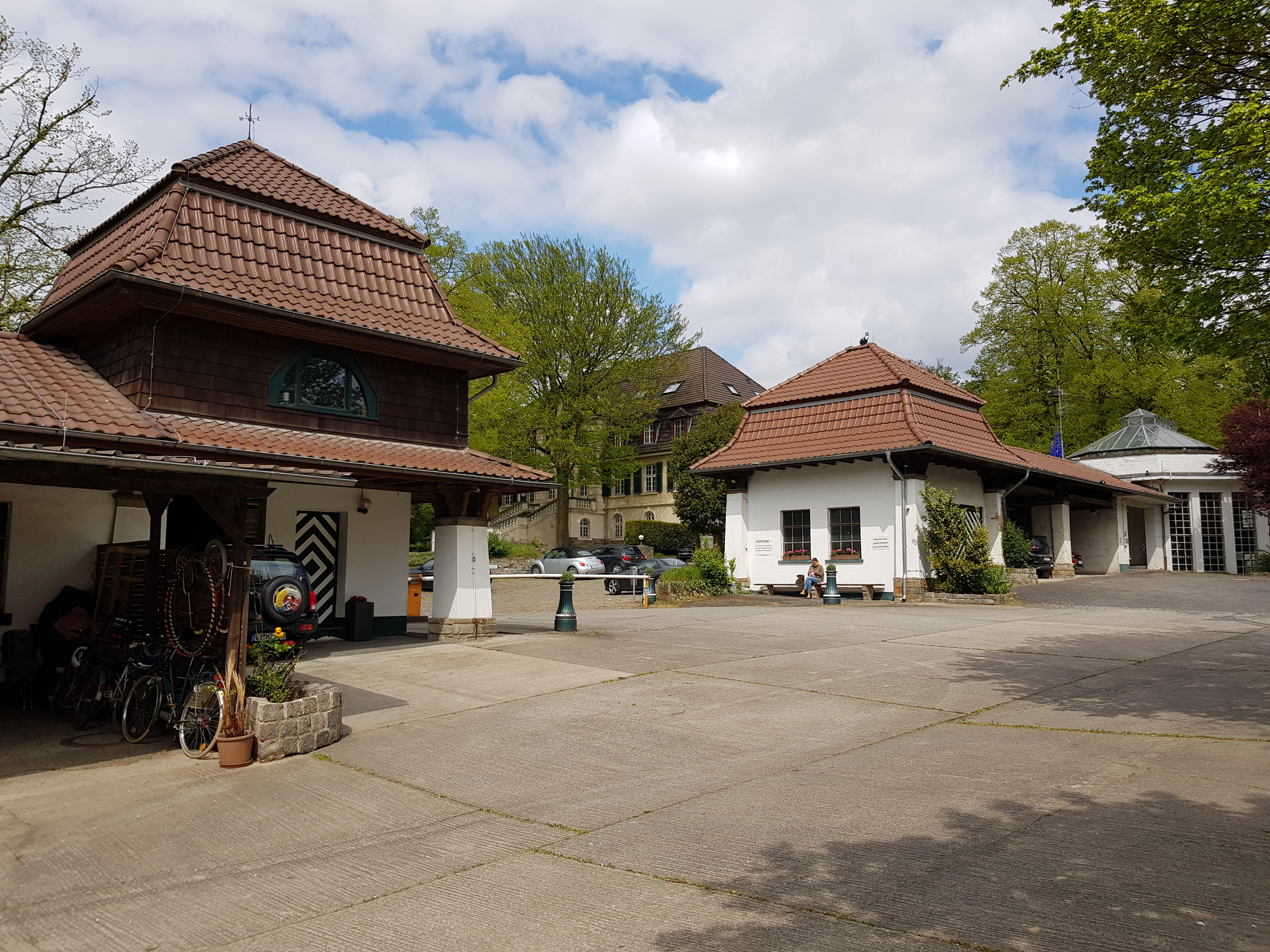
Westseite des Innenhofs
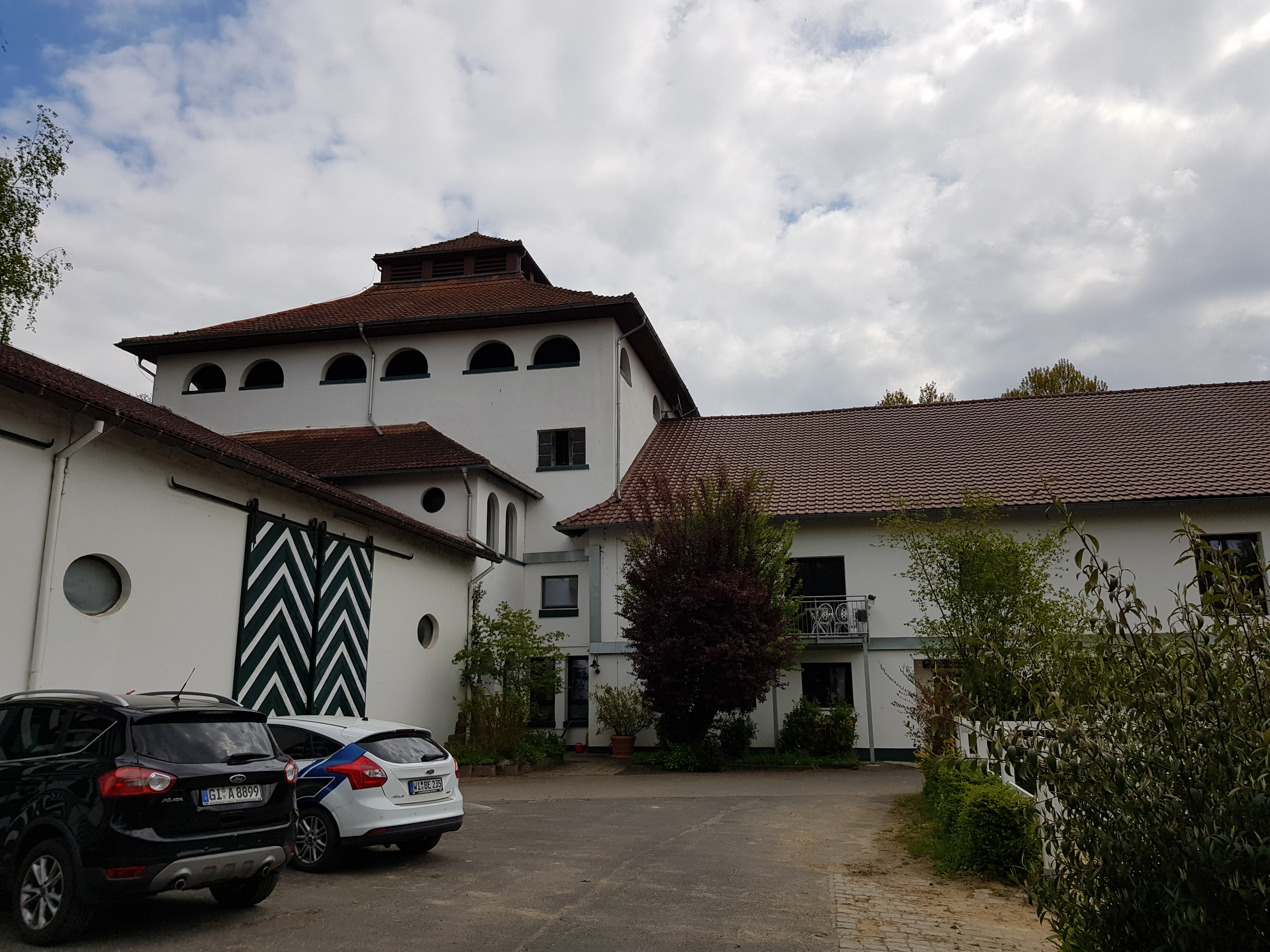
Nordostecke des Innenhofs
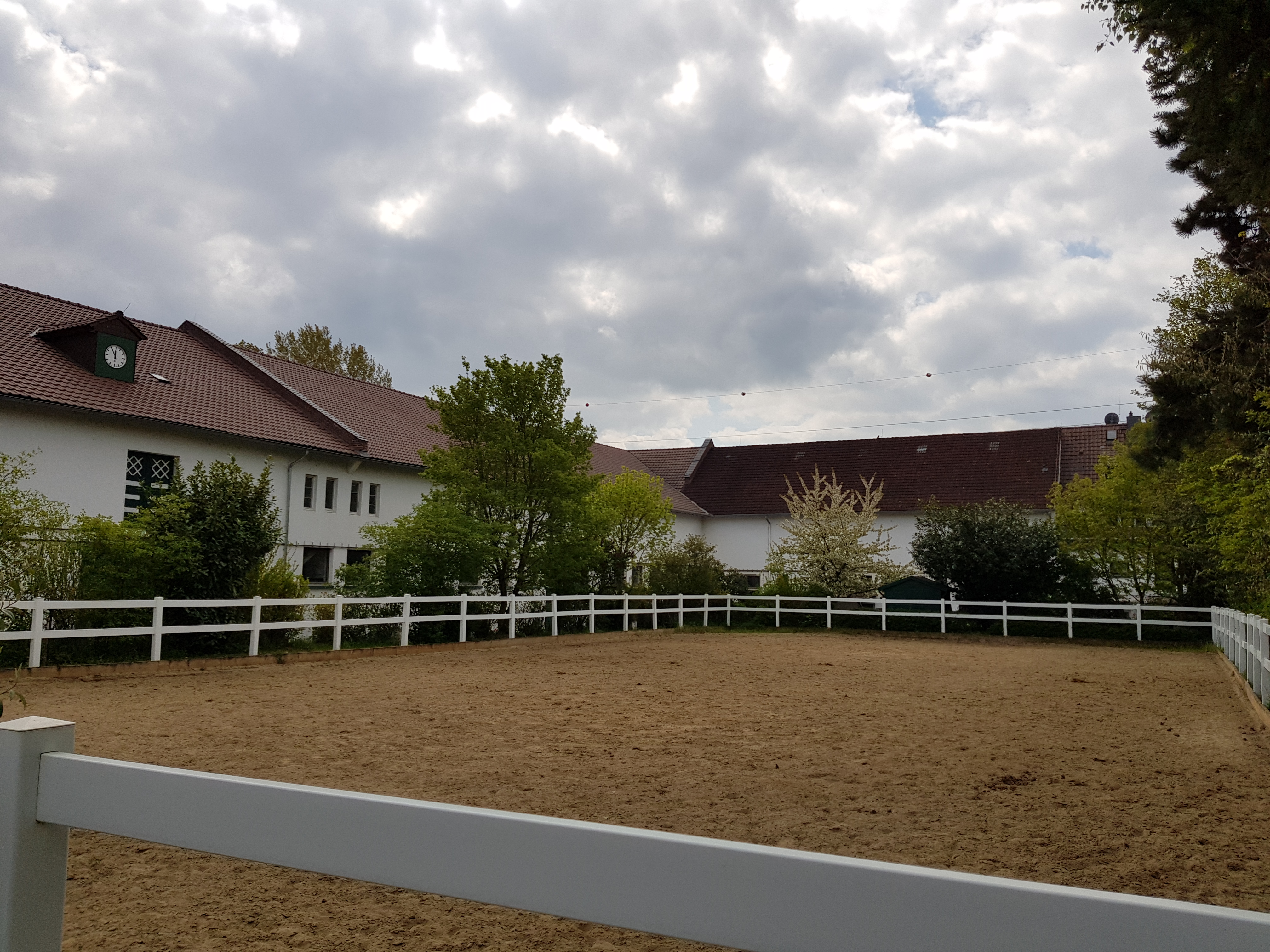
Reitplatz im Innenhof
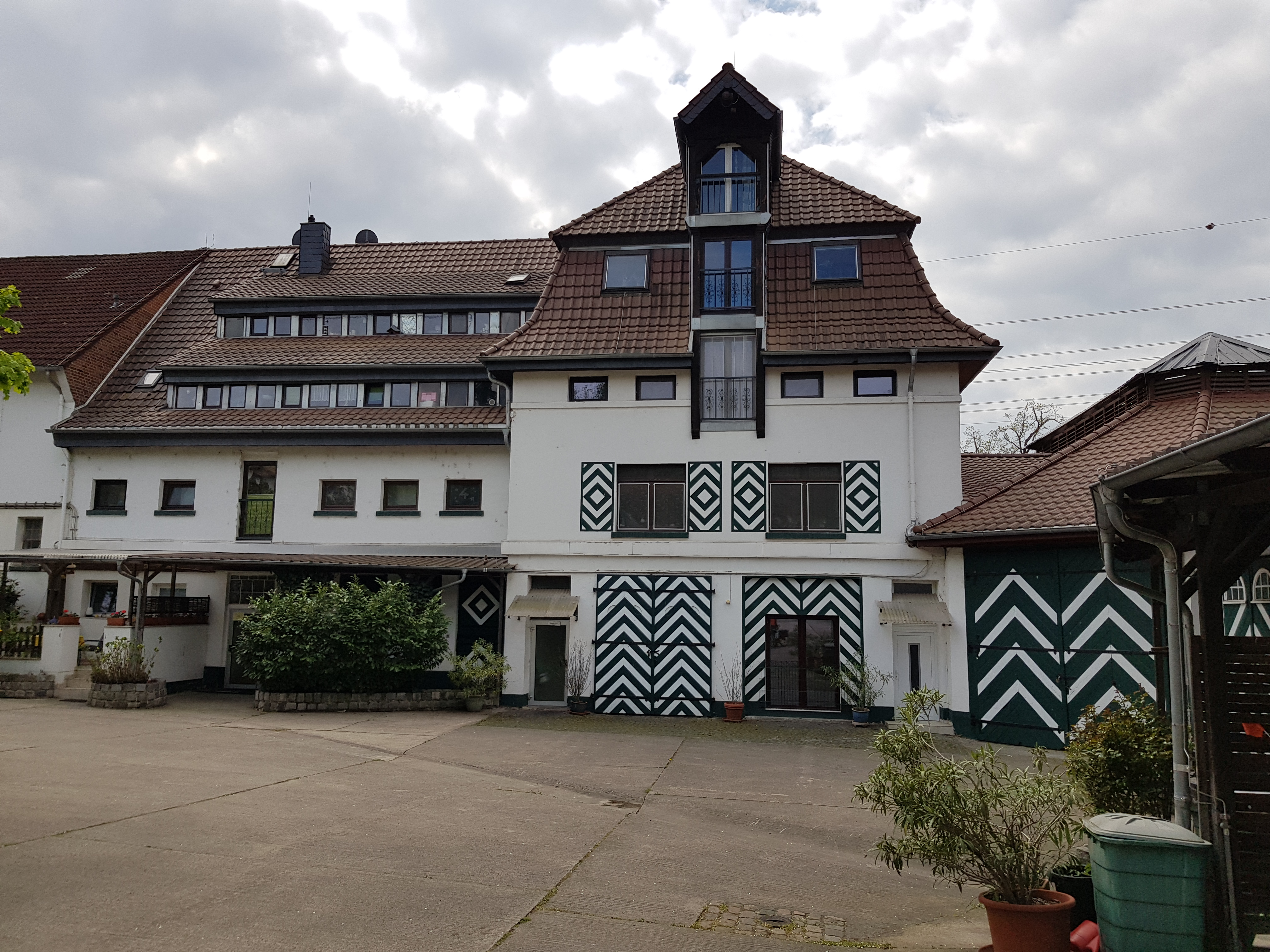
Südseite des Innenhofs